# Oxira banksi
Oxira banksi är en fjärilsart som beskrevs av Holloway 1976. Oxira banksi ingår i släktet Oxira och familjen nattflyn. Inga underarter finns listade i Catalogue of Life.